# Baxter Renman
Baxter Renman, född den 26 oktober 2010 på Södermalm i Stockholm, är en svensk barnskådespelare. Han är son till träningsprofilen Lovisa Sandström och hennes make Hans Renman.
Renman har medverkat i tre filmer som handlar om Sune där han spelar Sunes lillebror Håkan-Bråkan. Han har även bland annat medverkat i TV-serierna Finaste familjen från 2019 och Tsunami från 2020.
Renmans allra första TV-framträdande var i dokumentärserien Född 2010, år 2012. Han medverkade dock endast i de två första säsongerna av programmet, och har sedan dess inte bidragit med någon medverkan i de två senaste programsäsongerna.

## Filmografi (i urval)
- 2012 - Född 2010
- 2018 - Sune vs. Sune
- 2019 - Finaste familjen
- 2019 - Sune – Best man
- 2020 - Tsunami
- 2021 - Sune - Uppdrag: Midsommar
- 2023 - Ett sista race
- 2025 - Genombrottet
- 2025 – Åremorden (TV-serie)